# زمان عذاب (فیلم ۲۰۰۵)
زمان عذاب (به هندی: Kaal) فیلمی محصول سال ۲۰۰۵ و به کارگردانی سوهام شاه است. در این فیلم بازیگرانی همچون جان آبراهام، اجی دیوگن، ویوک اوبروی، ایشا دئول، لارا دوتا، مالایکا آرورا خان، شاهرخ خان ایفای نقش کرده‌اند.